# Jive

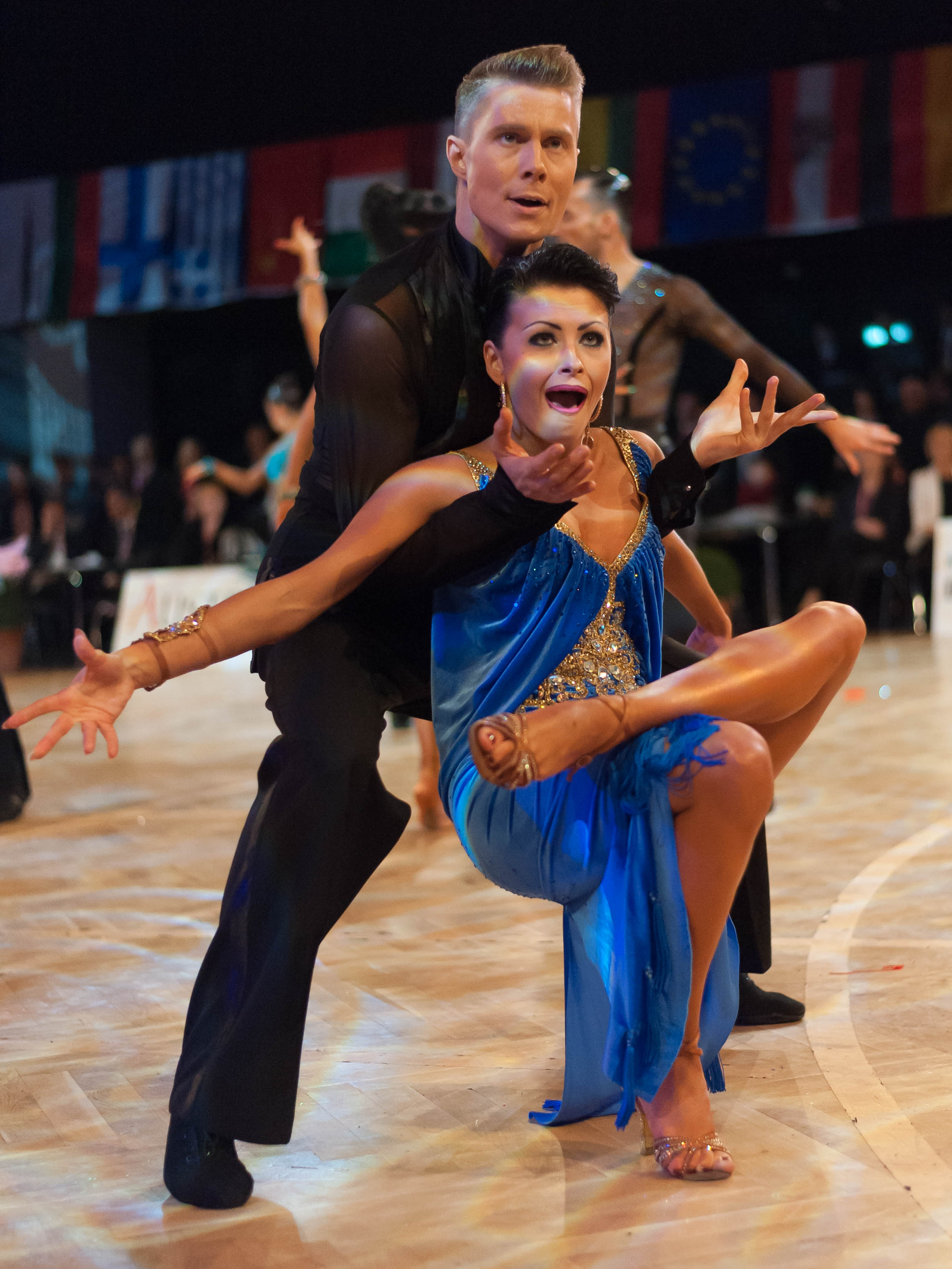
Jive

O jive é uma dança de salão, idêntica ao chá-chá-chá, com origens nos anos quarenta do século XX.
O Jive é uma mistura de rock e boogie woogie americanos. É uma dança muito rápida e está presente em muitas competições; no entanto, é sempre a última a ser apresentada por ser extremamente cansativa.
O Jive é uma dança cujas características são o ritmo e o balanço e que tem influências do Rock’n’ Roll, do Boogie e do swing afro-americano. As raízes do Jive estão no Harlem, Nova York.
Em 1940 evoluiu para o Jitterbug e os ingleses Jos Bradly e Alex Moore desenvolveram deste gênero o Jive Internacional de competição.

## Visão geral
O jive é uma das danças de salão latinas. Na competição, ele é dançado a uma velocidade de 176 batimentos por minuto, embora em alguns casos isso seja reduzido para entre 128 e 160 batimentos por minuto.
Para os músicos de swing music nas décadas de 1930 e 1940, "Jive" era uma expressão denotativa ou falada.

## Programa internacional (syllabus)

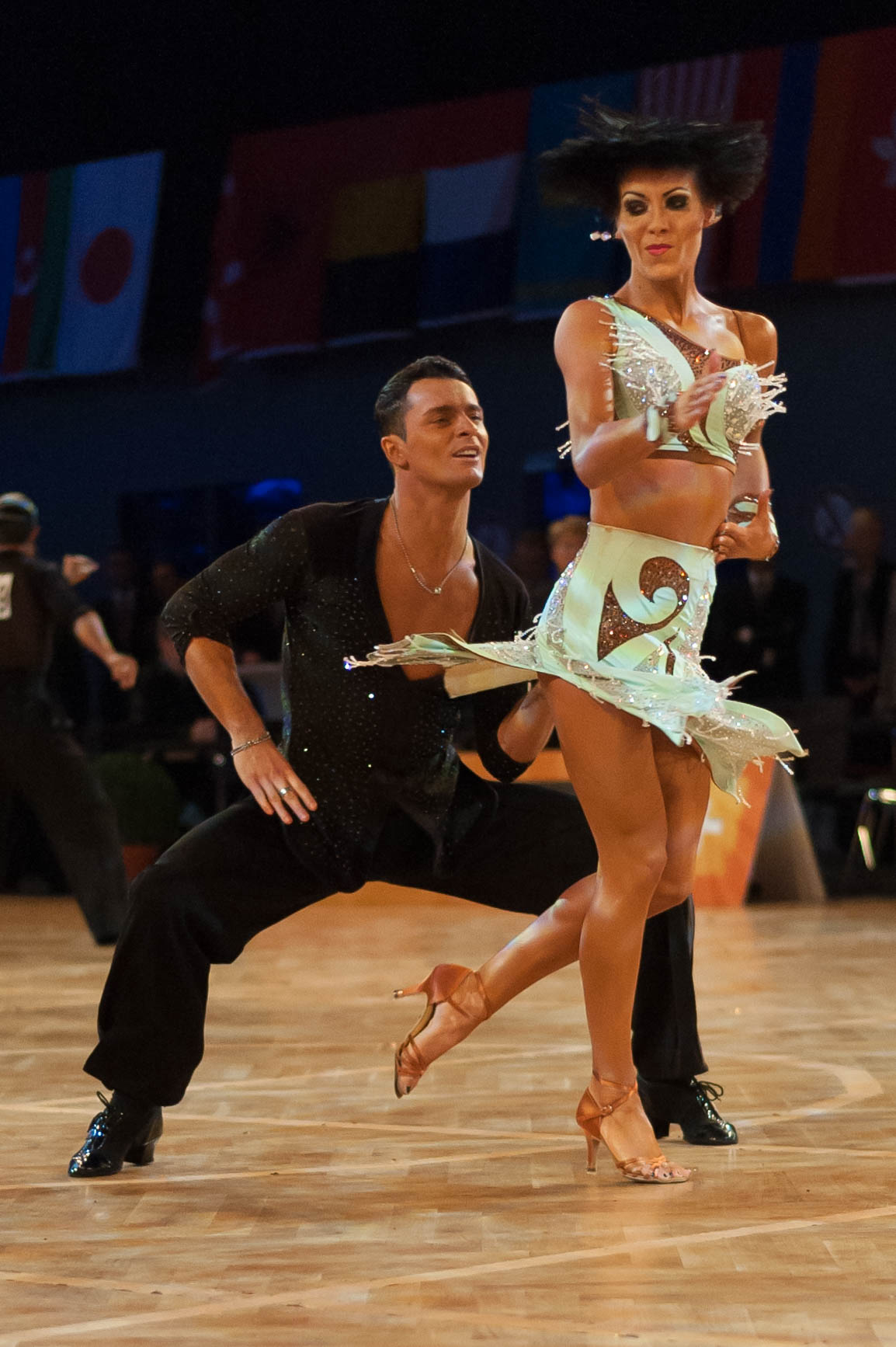
World Dance Sport Championship Latin, 2015.

Existe o programa padrão da dança utilizado em competições internacionais é chamado de syllabus, uma sequência de passos principais e oficiais para um determinado ritmo, escolhidos por uma entidade superior, neste caso a Imperial Society Teachers of Dance (ISTD).
Os syllabus dos ritmos são divididos em vários níveis – Bronze, Prata (Silver) e, Ouro (Gold) – em alguns casos os níveis podem ser sub-divididos em sub-níveis – por exemplo Bronze 1 (básico), 2 (intermediário), 3 (completo)- que equivalem a um grau de exames. No entanto existem níveis superiores, como o Gold Stars, Imperial Awards, Supreme Award, onde é necessário ter o domínio das cinco danças (latinas ou clássicas).
Sylabus de passos principais e oficiais do jive:

#### Bronze
Pré-bronze
1. Basic in Place
2. Fallaway Rock
3. Fallaway Throwaway
4. Link
5. Change of Places Right to Left
6. Change of Places Left to Right
7. Change of Hands behind the Back
8. Hip Bump (Left Shoulder Shove)

BRONZE
1. American Spin
2. Walks
3. Stop and Go
4. Mooch
5. Whip
6. Whip Throwaway

#### Prata
1. Reverse Whip
2. Windmill
3. Spanish Arms
4. Rolling off the Arm
5. Simple Spin
6. Miami Special

#### Ouro
1. Curly Whip
2. Shoulder Spin
3. Toe Heel Swivels
4. Chugging
5. Chicken Walks
6. Catapult
vStalking Walks, Flicks and Break